# Louis Sclavis
Louis Sclavis (Lyon, 2 februari 1953) is een Frans saxofonist en klarinettist. Het genre waarin hij opereert bevindt zich tussen jazz en free jazz. In veel van zijn composities en improvisaties zijn naast invloeden uit moderne muziek ook klassieke muziek en volksmuziek uit Zuid- en Midden-Europa te horen. Hij bespeelt meestal de klarinet, basklarinet dan wel de sopraansaxofoon.
Zijn muzikale opleiding kreeg hij vanaf zijn negende jaar aan het conservatorium van Lyon en begon al vrij snel in combo’s te spelen. Het eerste gezelschap was Lyon Workshop (1975-1988) met Michel Portal en Bernard Lubat. Later volgden nog Le Tour de France (vanaf 1982), Brotherhood of Breath met Chris McGregor en weer later het Henri Texier kwartet. In 1981 kwam zijn eerste eigen muziekalbum uit: Ad Augusta per Angustia. Sclavis ging samenwerken met freejazzmuzikanten, onder andere met Peter Brötzmann (Sclavis werkte mee aan het livealbum 'Peter Brötzmann Clarinet Project: 'Berlin Djungle' uit 1984). en het Cecile Taylor European Orchestra (1989).
In 1988 kreeg hij de Django Reinhardt Prijs, gevolgd door prijzen in Barcelona en de Britse Midem Prijs (1990/91). In die dagen had hij een ensemble waar ook Dominique Pifarély en Bruno Chevillon deel van uitmaakten.
In 1995 richtte hij, samen met zijn vroegere compagnon Henri Texier en Aldo Romano, het African Trio op. Daarna volgden, zoals gebruikelijk binnen de jazzwereld, allerlei samenwerkingsverbanden waaronder die met Ernst Reijseger (cello), Aki Takase (piano), Dave Douglas (trompet), Craig Taborn (piano), Kari Ikonen (moog, piano), Francesco Bearzatti (saxofoon, klarinet), Michel Godard (tuba, serpent),  Fred Frith (gitaar), Jean Derome (fluit, saxofoon), Carlos Barretto (bas), Heinz Becker (trompet, bugel), Jean-Pierre Drouet (multi-instrumentalist, percussie), Evan Parker en het barokensemble Amarillis . Sclavis stelde ook wisselende ensembles samen (trio, quartet, quintet) waar onder andere François Merville (percussie) Vincent Courtois (cello) en Benjamin Moussay (piano) deel van uitmaakten. Vanaf 2012 werkte Sclavis ook samen met de percussionist Keyvan Chemirani (zarb, daf) die een oriëntaals element toevoegt aan de muziek, onder andere op de albums 'Silk and Salt Melodies' (2014) en 'Les Cadances du Monde' (2022).
Daarnaast maakt Sclavis ook muziek voor film (Amos Gitai, Bertrand Tavernier, Jean Louis Comolli), dans (Mathilde Monnier) en theater. Hij laat zich ook inspireren door het werk van fotografen en beeldende kunstenaars (Jacques Bonnaffé, Ernest Pignon-Ernest, Guy le Querrec).
Sinds enkele decennia deelt Sclavis zijn kennis en ervaring graag met jongere generaties. In 2012 speelde hij met De Beren Gieren. In 2016 was hij bandleader van het stimuleringsproject CrissCrossEurope.
Sinds 2021 treedt Sclavis op samen met 3Men in a Boat (Kristof Roseeuw, Philippe Thuriot, Teun Verbruggen).
Sclavis' muziekalbums verschijnen hoofdzakelijk op Label Bleu, ECM Records en JMS. Zijn sociale betrokkenheid blijkt uit zijn gratis optreden voor illegale emigranten (Villeurbanne, 2001).
Sclavis is vooral bekend in Frankrijk en Japan; zijn homepage is het Frans en Japans opgesteld.

## Discografie
- Workshop de Lyon : La Chasse de Shirah Sharibad (1975)
- La Marmite Infernale (1979)
- Ad augusta per angustia (Nato, 1981)
- Clarinettes (Ida Records, 1985)
- Chine (Label Bleu, 1987)
- Chamber Music (Label Bleu, 1990)
- Ellington on the air (Label Bleu, 1991)
- Acoustic Quartet, Louis Sclavis/ Dominique Pifarély/ Marc Ducret/ Bruno Chevillon (ECM, 1994)
- Carnets de Route (Label Bleu, 1995)
- Et On Ne Parle Pas Du Temps, Louis Sclavis & Ernst Reijseger (FMP, 1995)
- Ceux qui veillent la nuit (Label Bleu, 1996)
- Les violences de Rameau (ECM, 1996)
- Danses et autres scènes (Label Bleu, 1997)
- Suite africaine (Label Bleu, 1999)
- L'affrontement des prétendants (ECM, 2001)
- Napoli's Walls (ECM, 2003)
- Le Phare, Louis Sclavis &  Bernard Struber Jazztet (Enja, 2005)
- African Flashback (Label Bleu, 2005)
- L'imparfait des Langues (ECM, 2007)
- La Moitie de Monde (JMS, 2008)
- Lost on the Way (ECM, 2009)
- Yokohama - Aki Takase & Louis Sclavis (Intakt, 2009)
- Piffkaneiro - KOJ & Louis Sclavis (Between The Lines, 2009)
- Eldorado Trio, Louis Sclavis/ Craig Taborn/ Tom Rainey (Cleenfeed, 2010)
- 3+3, Aldo Romano/Louis Sclavis/Henri Texier + Enrico Rava/Nguyên Lê/Bojan Z (Label Bleu, 2012)
- Sources (ECM, 2012)
- Silk and Salt Melodies (ECM, 2014)
- Ida Lupino, Giovanni Guidi/Gianluca Petrella/ Louis Sclavis/Gerald Cleaver (ECM, 2016)
- Frontières (JMS, 2017)
- Asian Fields Variations,  Louis Sclavis & Dominique Pifarély - Vincent Courtois (ECM, 2017)
- Loin dans les terres (Intuïtion, 2017)
- Impuls, Louis Sclavis & Bernard Lubat (Cristal, 2018)
- Characters on a wall (ECM, 2019)
- Les Cadenses Du Monde (JMS-Cream, 2022)
- Langues et lueurs, Jean Paul Delore/Louis Sclavis/Sebastien Boisseau (Yolk Records, 2024)